# Bohuslav Brauner
Bohuslav Brauner (8. května 1855 Praha-Staré Město – 15. února 1935 Praha) byl český chemik, syn politika Františka Augusta Braunera a bratr malířky Zdenky Braunerové.

## Život
Roku 1873 zahájil studia na Českém vysokém učení technickém v Praze. Ukončil je roku 1877, a právě toho roku se poprvé seznámil s Mendělejevovým článkem o periodickém systému prvků. Mendělejevův systém soudobá věda nepřijala jednoznačně, ale Brauner se pro něj okamžitě nadchl a napsal několik článků, v nichž Mendělejeva hájil proti kritice. Braunerových článků si povšiml německý chemik Robert Bunsen, vynálezce laboratorního hořáku (tzv. Bunsenův hořák). Bunsen Braunera přizval k sobě na univerzitu do Heidelbergu. Zde Brauner také poznal Dmitrije Mendělejeva. Stali se přáteli a je dochována jejich vzájemná korespondence. Brauner Mendělejeva také dvakrát navštívil v Petrohradě, v r. 1900 se setkali v Praze. Mendělejev před smrtí údajně prohlásil, že svou periodickou tabulku prvků "odkazuje Braunerovi". Brauner patří spolu s Nilsonem, Winklerem a Lecoqem de Boisbaudran mezi vědce, kteří se nejvíce zasloužili o prosazení Mendělejevova učení. 
Roku 1880 Brauner přesídlil na univerzitu do Manchesteru, na pozvání Henry Roscoeho. Zde začal jeho výzkum vzácných zemin, v němž dosáhl významných úspěchů. Roku 1882 se vrátil do Prahy, stal se adjunktem chemie na Univerzitě Karlově. Roku 1897 se zde stal řádným profesorem. Byl rovněž členem komise navrhovatelů Nobelovy ceny za chemii. Roku 1922 se stal předsedou mezinárodní komise pro stanovování atomových vah prvků. Napsal také několik důležitých učebnic anorganické chemie. Za svůj život napsal téměř 200 vědeckých článků a spisů.
Brauner byl i nadšeným sportovcem. Při svém pobytu v Manchesteru se seznámil s tehdy ještě nepříliš známým sportem fotbalem, jehož se po návratu do vlasti stal propagátorem.
V roce 1925 odešel do penze. Zemřel na Královských Vinohradech 15. 2. 1935 na oboustranný zánět plic. Pohřben je v Roztokách.

## Dílo
Roku 1882, při svém pobytu v Manchesteru, se Braunerovi podařilo rozložit vzácnou zeminu "didym" na tři prvky. Jeden z nich byl již znám, šlo o samarium, avšak dva byly zcela nové – Brauner je nazval neodym a praseodym. Bohužel, prvenství při objevení těchto prvků bylo často mylně přisuzováno Aueru Welsbachovi, ačkoli ten svou studii o dvou nových prvcích publikoval až tři roky po Braunerovi.
V Praze se Brauner věnoval zejména stanovování atomové váhy prvků a jejich správnému zařazování do Mendělejevovy tabulky. Podařila se mu důležitá upřesnění u prvků beryllium, cer, tellur a u některých vzácných plynů.
Roku 1888 navrhl, aby se atomová váha určovala podle kyslíku s hodnotou 16 a nikoli podle vodíku jako dosud. Tento jeho návrh byl přijat na mezinárodním chemickém kongresu v Paříži roku 1904.
Roku 1902 vyslovil předpoklad o existenci dosud neznámého prvku s atomovým číslem 61. S prostředky tehdejší techniky nebylo možné tento předpoklad empiricky či experimentálně ověřit. Braunerův předpoklad však byl nakonec potvrzen roku 1947, kdy dva izotopy předpokládaného prvku izolovali Jacob A. Marinsky, Lawrence E. Glendenin a Charles D. Coryell (nazvali ho promethium).